# Kidon
Kidon (em hebraico: כידון, "baioneta") é a subunidade do Mossad, supostamente responsável pelo planejamento e execução de campanhas clandestinas de assassinatos no exterior de inimigos do Estado de Israel. Possui respaldo jurídico na Lei de talião vigente em Israel.[carece de fontes?] A divisão surgiu na década de 1970 como parte do Departamento de e Operações Especiais "Masada" (também conhecido como Caesarea).

## Operações Famosas

### Operação Garibaldi (1960)
A Operação Garibaldi, a primeira operação autorizada pelo Estado de Israel, aconteceu em maio de 1960, quando o chefe de governo David Ben-Gurion permitiu o rapto e sequestro de Adolf Eichmann, que vivia em Buenos Aires, na Argentina, em um voo da El Al em 21 de maio de 1960. O avião viera para a Argentina trazendo uma comitiva israelense para participar de um evento no país. Adolf Eichmann foi julgado em Israel, em processo que começou em 11 de Abril de 1961 e condenado à forca em 1962.

### Operação Riga (1965)
A Operação Riga, em 1965, teve início no Brasil e culminou na morte de Herberts Cukurs em Montevidéu, no Uruguai.

### Operação Cólera de Deus (1972-1973)
A Operação Cólera de Deus (1972-1973), teve como objetivo a caça aos responsáveis pela morte de onze atletas israelenses durante as Olimpíadas de Munique em 1972, culminou na morte (neutralização) de doze palestinos. A operação é retratada no filme Munique, dirigido por Steven Spielberg, de 2005, que conta a história da operação de retaliação do governo israelense lançada logo após o massacre contra os responsáveis pelo atentado.